# Carine Crutzen
Pour les articles homonymes, voir Crutzen.
Carine Crutzen, née Catharina Anna Quirina Crutzen le 4 février 1961 à Heerlen,, est une actrice néerlandaise.

## Filmographie

### Cinéma et téléfilms
- 1984 : Hotel in Kopenhagen : Marga
- 1989 : Vreemde praktijken (nl) : Henriëtte van Nispen Bagenburgh
- 1990 : De Brug (nl) : Loes Meerdink
- 1991 : Op leven en dood : Janet
- 1993-1995 : Pleidooi (nl) : Helen de Keyzer
- 1996 : In naam der Koningin (nl) : Lien Ditvoort
- 1998 : Abeltje (nl) : La chef de guérilla
- 1998 : De ziener (nl) : Rappange
- 1998 : Wij, Alexander (nl) : Koningin Sophie
- 1998-1999 : Oud Geld (nl) : Cathrien Bussink-Santbergen
- 1999-2000 : De Daltons (nl) : La mère
- 2001 : Nynke : Cornalie Huygens
- 2003 : Rosenstrasse : La mère de Erika
- 2003 : Kees de jongen (nl) : Mme Bogaerts
- 2005-2009 : Vuurzee (nl) : Kristel Looman-Van de Brink
- 2006 : Eilandgasten (nl) : Martine
- 2006 : Baantjer: De Cock en de dood van een doorbijter : Karin Lensink
- 2007 : De Avondboot (nl) : Martine
- 2007 : De Prins en het Meisje (nl) : La mère de Mabel
- 2007-2008 : De Daltons, de jongensjaren (nl) : La mère
- 2009 : Vuurzee (nl) : Kristel Looman-Van de Brink
- 2009 : Sinterklaasjournaal (nl) : La mère de Zielepiet
- 2010 : Majesteit (nl) : La reine Beatrix
- 2012 : De groeten van Mike! : La femme de la jeunesse
- 2013 : Southwest : Leslie
- 2014 : Assepoester: Een Modern Sprookje (nl) : Patricia Akkermans
- 2014 : De Poel (nl) : Sylke
- 2016 : Het verhaal van De Sprookjessprokkelaar : La sorcière
- 2016 : De Zaak Menten : Meta Menten
- 2017 : Voetbalmaffia : Anneke
- 2018 : Suspects : Talitha Scheffers